# Lolemailulu
Lolemailulu ist eine osttimoresische Siedlung im Suco Acumau (Verwaltungsamt Remexio, Gemeinde Aileu).

## Geographie
Die Siedlung (Bairo) Lolemailulu liegt im Zentrum der Aldeia Aimerahun, auf einer Meereshöhe von 871 m. Sie befindet sich östlich vom Zentrum von Remexio, dem Hauptort des Verwaltungsamtes und des Sucos, an der Straße zum Suco Tulataqueo im Osten. Nach Norden führt eine Straße nach Remexio Lama. Südwestlich passiert der Fluss Aikoereima  den Ort, ein Quellfluss des Nördlichen Laclós.